# Ralf Hoffmann (General)

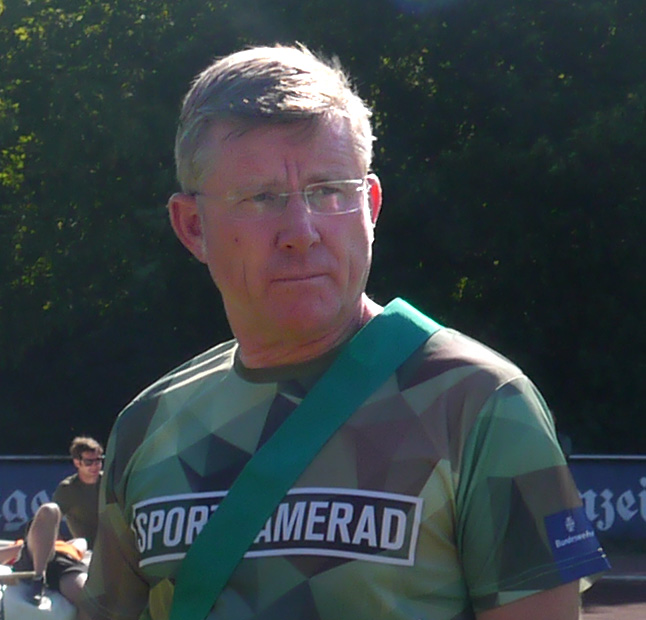
Brigadegeneral Ralf Hoffmann (2019).

Ralf Hoffmann (* 27. Juli 1963 in Osnabrück) ist ein Brigadegeneral der Luftwaffe der Bundeswehr und seit Oktober 2021 als Director CIS Support Units (DCSU) bei der NATO Communications and Information Agency (NCI Agency) in Mons (Belgien) tätig.

## Militärische Laufbahn

### Ausbildung und erste Verwendungen
Hoffmann trat 1982 bei der 8./Luftwaffenausbildungsregiment 3 in Roth bei Nürnberg in die Bundeswehr ein und absolvierte bis 1985 an der 5./Offizierschule der Luftwaffe in Fürstenfeldbruck, der 1./Fernmelderegiment 11 in Münster und der 1./Technische Schule der Luftwaffe 2 in Lagerlechfeld seine Ausbildung zum Offizier des Truppendienstes der Luftwaffe und zum Fernmeldeoffizier. Von 1985 bis 1990 wurde er als Fernmeldeoffizier in Zugführer-Verwendungen (beweglicher bzw. ortsfester Weitverkehrszug) bei der 4./Fernmelderegiment 1 in Krummenort bei Rendsburg eingesetzt. Es folgte von 1990 bis 1993 eine Verwendung als Fernmeldeoffizier und Kompaniechef der 10./Luftwaffenausbildungsregiment 3 in Roth. Anschließend wurde Hoffmann als Dezernatsleiter und S3-Offizier beim Bereichsfernmeldeführer 626 in Nürnberg verwendet.

### Dienst als Stabsoffizier
Von 1994 bis 1996 war Hoffmann als Dezernatsleiter und S3-Stabsoffizier im Fernmeldesystemabschnitt der Bundeswehr 601 in Roth eingesetzt und absolvierte von 1996 bis 1998 den Nationalen Lehrgang Generalstabs-/Admiralstabsdienst (LGAN) an der Führungsakademie der Bundeswehr in Hamburg. Darauf folgend wurde er von 1998 bis 2000 als Abteilungsleiter A6 (Führungsunterstützung und Militärische Flugsicherung) beim Luftwaffenkommando Nord in Kalkar am Niederrhein eingesetzt und nahm 1999 als Arbeitsbereichsleiter A6 im Gefechtsstand Einsatzgeschwader Luftwaffe 1 in Vicenza, Italien am NATO-Einsatz „Stabilisation Force“ (SFOR) teil. Es schloss sich von 2000 bis 2002 eine Verwendung als Referent im Führungsstab der Streitkräfte (FüS) VI 2 / IV 2 (Konzeption der Bundeswehr – Führungsfähigkeit und Vernetzte Operationsführung sowie Nachrichtengewinnung und Aufklärung) im Bundesministerium der Verteidigung (BMVg) in Bonn an. Von 2002 bis 2005 war Hoffmann als Kommandeur II./Technische Schule der Luftwaffe 1 (Führungsdienste Luftwaffe / IT-Ausbildung Bundeswehr) in Lagerlechfeld bei Augsburg wiederum in Führungsverantwortung. Von 2005 bis 2007 war er als S3-Stabsoffizier (NATO Policy Development / Militärpolitik) im NATO-Hauptquartier Supreme Allied Commander Transformation (SACT) in Norfolk (Virginia, USA) eingesetzt. Es schlossen sich drei Verwendungen im Bundesamt für Informationsmanagement und Informationstechnik der Bundeswehr in Koblenz an: 2008 bis 2009 als Bereichsleiter A4 (Internationale Zusammenarbeit Informationstechnik), 2009 bis 2011 als Projektleiter IT-Projekt HERKULES und stellvertretender Abteilungsleiter F bzw. als Abteilungsleiter H – Grundbetrieb IT-System Bundeswehr. Hoffmann wurde anschließend bis 2012 als Bereichsleiter IT-Systeme Bundeswehr in der Abteilung Führungsunterstützung / G6 des Streitkräfteunterstützungskommandos in Rheinbach verwendet. Dort folgte 2013 bis 2014 eine Verwendung als Chef des Stabes und stellvertretender Kommandeur im Betriebszentrum IT-System der Bundeswehr (BtrbZ IT-SysBw) sowie ein Auslandseinsatz als Deputy Director Civil-Military Interaction Enterprise Advisory Group und Dienstältester Deutscher Offizier beim Deutschen Anteil im Headquarters International Security Assistance Force (ISAF) in Kabul, Afghanistan. Anschließend war Hoffmann von 2014 bis 2016 als Referatsleiter Führung Streitkräfte (FüSK) III 2 / FüSK II 3 / CIT II 1 (Grundsatz Führungsunterstützung und Steuerung Informations- und Kommunikationstechniksystem der Bundeswehr) im BMVg in Bonn.

### Dienst als General
Hoffmann war von 2016 bis 2017, als Nachfolger von Brigadegeneral Michael Färber, Stellvertreter des Kommandeurs im Führungsunterstützungskommando der Bundeswehr bzw. nach dessen Umgliederung anschließend Kommandeur IT-Truppen im Kommando Informationstechnik der Bundeswehr in Bonn. Von 2017 bis 2018 war Hoffmann dem Einsatzführungskommando der Bundeswehr unterstellt und wurde als Director NATO Advisory and Liaison Team (NALT) im Mandatsrahmen der Kosovo Force (KFOR) in Pristina, Kosovo eingesetzt, wo er Brigadegeneral Dietmar Mosmann ablöste, der wiederum seinen Dienstposten in Bonn übernahm. Von 2018 bis 2021 wurde Hoffmann als Kommandeur Betriebszentrum IT-System der Bundeswehr (BITS) und zugleich Standortältester Rheinbach verwendet. Seit Oktober 2021 ist er als Director für die Führung der weltweit dislozierten Communications and Information Systems (CIS) Support Units der NCI Agency verantwortlich.

### Auszeichnungen
- Ehrenkreuz der Bundeswehr in Gold und in Silber
- Einsatzmedaille der Bundeswehr KFOR in Bronze
- Einsatzmedaille der Bundeswehr ISAF in Bronze
- Einsatzmedaille der Bundeswehr SFOR in Bronze
- NATO-Medaille BALKANS
- NATO-Medaille ISAF
- NATO-Medaille FORMER YUGOSLAVIA
- Gjergi Kastrioti Skenderbeu Medal (Republik Kosovo)
- Outstanding Service Medal (Republik Kosovo)
- Selfless Service Medal (Republik Kosovo)
- Legion of Merit  – Degree of Officer (Vereinigte Staaten von Amerika)